# سنت ولری
سنت ولری (انگلیسی: Saint-Valery-en-Caux) یک کمون (فرانسه) در سن-ماریتیم دپارتمان‌های فرانسه در نرماندی (ناحیه اداری) در شمال فرانسه است.